# آنا لی فیشر
آنا لی تینگل فیشر (به انگلیسی: Anna Lee Tingle Fisher) فضانورد و پزشک آمریکایی است.
او متولد ۱۹۴۹ ایالت نیویورک بوده و دکترای خود را در رشته پزشکی از یو سی ال ای دریافت نموده‌است.
وی اولین مادر در فضا است.
وی تا کنون در مأموریت STS-51-A شرکت نموده و در ماموریت‌های آتی برنامه‌های شاتل نیز شرکت خواهد داشت.

## جستارهای مربوطه
- زنان فضانورد